# Mega Piraten Festijn
Een Mega Piraten Festijn (MPF) is een avondvullend optreden van ongeveer dertig artiesten die ieder een of twee liedjes zingen. De artiesten vertolken vooral het levenslied. Op zo'n avond treden er ongeveer zeven bekende en 25 wat onbekendere Nederlandse piratenartiesten op. Kaarten voor het festijn kosten tussen de 20 en de 30 euro.

## Geschiedenis
De voorloper van het Mega Piraten Festijn was het Hollandse Hitfestival, dat werd georganiseerd door illegale radiozenders (zogenaamde piratenzenders) die het Nederlandse levenslied ten gehore brengen.
Op 10 april 2004 vond het eerste MPF plaats in Lemelerveld. Het tentfeest was zeer snel uitverkocht, en er vond er in oktober 2004 een tweede MPF plaats in Nieuwleusen. In 2005 waren er vier afleveringen, op de nieuwe locaties Balkbrug en Borger. Sinds 2007 vindt het MPF ook in het westen van Nederland plaats. Op 30 mei 2008 was in Volendam het grootste MPF tot nu toe. In 2009 vond het MPF voor het eerst plaats in Amsterdam. Daarnaast vindt jaarlijks het Giga Piratenfestijn (elke vierde week in december) plaats in stadion GelreDome.
Op zaterdag 13 juni 2015 vond de 100ste Mega piratenfestijn plaats in Nieuwleusen. Dit feest werd samen gevierd met RadioNL dat in 2015 10 jaar bestond.

## Locaties
Mega Piraten Festijnen zijn onder andere in:
- Arnhem (2006-heden in GelreDome het Giga Piraten Festijn)
- Barneveld (sinds 2010)
- Balkbrug (2005-2007)
- Borger (sinds 2005)
- Deventer
- Heerhugowaard (sinds 2007)
- Klazienaveen (sinds 2017)
- Landgraaf (2007)
- Lemelerveld (sinds 2004)
- Lutjebroek (sinds 2006)
- Maaskantje
- Markelo (sinds 2008)
- Marum / Surhuisterveen (sinds 2004)
- Neer (sinds 2008)
- Nieuwleusen (sinds 2004)
- Nijmegen (sinds 2017)
- Noordbroek (sinds 2018)
- Onstwedde (sinds 2007)
- Oldebroek (sinds 2016)
- Roggel (sinds 2006)
- Slagharen (2011)
- Sneek
- Tiel (sinds 2009)
- Tilburg
- Valkenburg ZH (sinds 2010) (Vliegkamp Valkenburg)
- Volendam (sinds 2008)
- Vroomshoop (sinds 2006)
- Wanroij (sinds 2007)
- Wapenveld (2008-2010)
- Zelhem (sinds 2006)

## Artiesten
Artiesten die vaak optreden zijn:
- 3JS
- Ancora
- Anny Schilder
- Arne Jansen
- Boney M.
- Bouke
- Charlène
- Corry Konings
- De Sjonnies
- Dennie Christian
- Frank van Etten
- Frans Duijts
- Gerard Schoonebeek
- Grad Damen
- Helemaal Hollands
- Henk Pleket
- Jacques Herb
- Jan Keizer
- Jan Smit
- Jannes
- Koos Alberts
- Lee Towers
- Lucas en Gea
- Marianne Weber
- Mark van Veen
- Mieke
- Monique Smit
- Mooi Wark
- Nick & Simon
- Patrick!
- Peter Beense
- Peter Koelewijn
- René Becker
- René Karst
- René Riva
- René Schuurmans
- Silvia Swart
- Stef Ekkel
- Thomas Berge